# Knud Mogensen Løvenbalk
Knud Mogensen Løvenbalk (1526 på Tjele – død efter 17. juni 1598) var en dansk adelsmand, som var det sidste medlem af sin slægt.
Knud Mogensens fader er Mogens Lauridsen Løvenbalk. Moderen er skotske Genete Jacobsdatter Cragengelt, af Greverne af Montroses slægt. De har mødt hinanden under Mogens Lauridsens ophold i Skotland i midten af 1520erne.
I 1536 bliver den 10 årige Knud smidt ud af hans Tjele Gods, da hans fader afgår ved døden. Dette skyldes at der bliver draget tvivl om gyldigheden af ægteskabet mellem hans forældre. I stedet overtager Mogens' søster Maren Lauridsdatter, og hendes mand Erik Skram Fasti godset.
Den lille familie må dog ikke leve helt uden midler, idet familien er blevet overladt over 20.000 gylden af faderen. Genete finder efterfølgende en borgerlig mand, Hans Skriver; ægteparret og børnene flytter ind på gården Harlevholm i Framlev Herred.
I 1554 bliver en sag afsluttet, som Knud rejser på hans og søsterens vegne. Det handler om rettighederne til deres fædrene gods, Tjele Gods. Knud fremlægger en række papirer som angiveligt dokumenterer at forældrenes ægteskab er gyldigt, men dommeren er af en anden mening, og sagen bliver lukket.
I 1560 er Knud blevet Slotsfoged for Lensmanden Holger Ottesen Rosenkrantz på slottet Bygholm. Forholdet til Holger Rosenkrantz bliver meget værdifuldt for Knud, idet han herigennem bliver præsenteret for Kong Frederik den Anden.
I 1570 får han af kongen skøde på rettigheden på gården Loverstrup (senere kaldet Rathlousdal), med privilegier og arverettigheder på linje med den øvrige adel. I de kommende år får han rettighederne over flere ejendomme, bl.a. gennem en ny strid med Erik Skram, da han endnu engang fremlægger bevis for gyldigheden af forældrenes ægteskab – denne gang med kongen på en side. 
I 1580 får Knud nys om at Kjellerup Hovedgård snart skal i kronens hænder, og han får uden det store besvær foretaget en byttehandel med Kongen. Han bytter alle hans daværende besiddelser mod Kjellerup.
Han beholder Kjellerup frem til sin død i 1598. Inden da har han prøvet af afhænde gården til Jacob Seefeldt, dog uden held. Jævnfør en aftale han har indgået med Erik Skram, skulle ejendomme gå tilbage til dennes familie, såfremt han Knud ikke ægtede en kvinde af Adelig slægt, og fik afkom med hende. Denne betingelse levede Knud ikke op til, han blev muligvis adeligt gift, men fik aldrig børn. Kjellerup gik derfor til Erik Skrams efterkommere, efter Knuds død. 
Med Knud Mogensen Løvenbalks død uddør hans gren af Løvenbalk slægten. Men, selve slægten har dog stadig nulevende medlemmer. Som eks. stammer hele den nulevende Krarup slægt fra Biskop Peder Thøgersen Løvenbalk.